# Ге, Луи Антонович
Луи Антонович Ге (фр. Louis Antoine Gay; 1851 — 27 февраля (12 марта) 1915) — вице-консул Франции в Севастополе.

## Биография
Офицер французской армии, отличившийся во время франко-прусской войны 1870 г., кавалер ордена Почетного легиона. Луи Антонович Ге прожил в Севастополе около 30 лет, оставив по себе добрую память. С 1894 году исполнял обязанности вице-консула.
Среди его благородных дел — возвращение в Севастополь из Парижа колокола Херсонесского монастыря, увезенного в качестве трофея после Крымской войны. В письме к Л. А. Ге президент Франции Р. Пуанкаре написал, что он возвращает колокол России в «знак союза и дружбы». Русское правительство в свою очередь наградило французского консула орденом св. Владимира 4-й степени.
Выйдя в отставку, Л. А. Ге долгие годы служил смотрителем Французского кладбища.
Похороны Л. А. Ге (умер в 64 года) на Французском кладбище были необычайно торжественными и многолюдными, что стало выражением любви и уважения к этому человеку со стороны севастопольцев.
Был женат на французской подданной (из Северной Франции). Жена умерла во время родов единственной дочери — Надин Ге (Надежда Людвиговна Гаттенбергер, 1891—1949), первой жены (с 22 марта 1915 года) старшего лейтенанта флота Николая Федоровича Гаттенбергера (1891—1967).